# محمد عبد الوهاب خفاجي
محمد خفاجي قاضٍ، ونائب رئيس مجلس الدولة رئيس محكمة القضاء الإداري بالإسكندرية، من مواليد الإسكندرية 12 نوفمبر 1960. أصدر حكمًا بجلسة الاثنين الموافق 29 ديسمبر 2014 بإلغاء الاحتفالات السنوية نهائيًّا لمولد أبي حصيرة اليهودي لمخالفتها للنظام العام والآداب، وتعارضها مع وقار الشعائر الدينية، وإلغاء قرار وزير الثقافة الأسبق بتسجيله كأثر، وإلزام وزير الآثار بشطب الضريح من سجلات الآثار المصرية، وإبلاغ منظمة اليونسكو بذلك، كما رفضت المحكمة نقل رفات الحاخام اليهودي إلى إسرائيل أو القدس لمنع يهودة الدولة على أرض فلسطين وقد أصبح هذا الحكم الذي أصدره الدكتور محمد خفاجى  باتا ونهائيا بصدور حكم المحكمة الإدارية العليا في سبتمبر 2020 باعتبار طعن الجهة الإدارية كأن لم يكن.
له أحكام عديدة لصالح الفقراء والمرضى والتعليم وحقوق الطلاب واساتذة الجامعات والمرأة والطفل وحماية دور العبادة وحظر هدم الكنائس وتجديد أساليب الخطاب الدينى. وتتصف أحكامه القضائية بطابعين الأول بالوطنية المفرطة في مجال الحفاظ على كيان الدولة والثانى بالإنسانية انتصارا للفقراء والمهمشين وانتصافا للمظلومين وانحيازا للمستضعفين واشتهر بشجاعته وإيمانه بالبحث عن العدالة والإنصاف، حيث تنطلق أحكامه من فهمه العميق لفلسفة العدالة مما جعله علامة من علامات رجال القضاء البارزين في محراب القضاء المصرى 

## التدرج العلمي
حصل على ليسانس الحقوق جامعة الإسكندرية دور مايو 1983 بتقدير عام جيد جدًّا. وحصل على المركز الأول في دبلوم القانون العام دور مايو 1986 بتقدير جيد جدًّا من كلية الحقوق جامعة الإسكندرية. كما حصل على المركز الأول في دبلوم القانون الخاص دور مايو 1987 بتقدير جيد من كلية الحقوق جامعة الإسكندرية. بالإضافة إلى حصوله على تقدير ممتاز في مادتي التخصص فلسفة القانون والقانون الروماني مع التعمق. ثم حصل على دكتوراه الدولة في الحقوق عن موضوع «الأساس التاريخي والفلسفي لمبدأ الفصل بين السلطات» من كلية الحقوق جامعة الإسكندرية عام 1997.

## التدرج الوظيفي
عُيِّن بعد تخرجه بمجلس الدولة بقرار رئيس الجمهورية عام 1985. تدرج بمناصبه القضائية عضوًا بإدارة الفتوى والتشريع بالإسكندرية وعضوًا بالمكتب الفني لرئيس مجلس الدولة ضمن عدد من المستشارين للقيام بتلخيص المبادئ القانونية لأحكام وفتاوي مجلس الدولة، ثم عُيِّن عضوًا بالمحكمة التأديبية ومفوضًا للدولة بمحكمة القضاء الإداري والمحكمة الإدارية العليا. وفي أكتوبر 2004، أصدر رئيس الجمهورية قرارًا جمهوريًّا بتعيينه نائبًا لرئيس مجلس الدولة ثم عُيِّن رئيسًا لمحكمة القضاء الإداري بالبحيرة ثم رئيسًا لمحكمة القضاء الإداري بالإسكندرية، ثم عضوًا بالدائرة الأولى بالمحكمة الإدارية العليا.

## الأحكام القضائية التي أصدرها
أصدر 2000 حكم لمرضى الفشل الكلوى وهذا أكبر رقم على مستوى الجمهورية في علاج المرضى، وأصدر 500 حكم آخرين لعلاج الأطفال دون السن الدراسي وتلاميذ المدارس وطلاب الجامعات والعديد من المواطنين المرضى في مختلف الأمراض. كما أصدر حكمًا يتعلق ببدل التكنولوجيا للصحفيين واعتباره حقًّا لهم وليس منحةً من الدولة، بالإضافة إلى إصداره حكمًا بحظر توريث الأبناء وظائف آبائهم واعتبار التوريث جريمة جنائية، واستخدام أراضي المتبرعين للمنفعة العامة، واعتبار التعذيب جريمة لا تسقط بالتقادم.
(له أحكام عديدة لصالح الفقراء والمرضى والتعليم وحقوق الطلاب واساتذة الجامعات والمرأة والطفل وحماية دور العبادة وحظر هدم الكنائس وتجديد أساليب الخطاب الدينى).

### من أحكامه
- الحكم بإلزام الحكومة بالعلاج المجاني للفقراء خاصة الأطفال وتلاميذ المدارس.[13]
- الحكم بإلزام الدولة بمنح مرضى الفيروسات الكبدية الأولوية المطلقة في العلاج.[14]
- الحكم بإلزام رؤساء الجامعات بتوفير الرعاية الصحية وتقديم العلاج مجانًا على نفقة الجامعة لجميع الطلاب دون سقف مالي نظير ما يسددونه من اشتراكات بالجامعة.[15]
- الحكم بإلزام الجامعات بوضع هيكل تنظيمي للأمن المدني بالجامعات.[16][17]
- الحكم بإلزام الدولة ممثلة في وزارة التضامن الاجتماعي، بصرف مساعدة ضمانية شهرية للمعاقين ذهنيًّا.[18]
- الحكم بإلزام الدولة ممثلة في الهيئة العامة للتأمين الصحي بتشكيل فريق طبي متكامل ما بين طبيب أطفال متخصص في النمو وطبيب نفسي وطبيب تخاطب، وتوفير العلاج الدوائي للأطفال مرضى التوحد.[19]
- الحكم بإلزام وزارة الصحة بتعويض المرضى الذين يتعرضون لأخطاء طبية بالمستشفيات العامة.[20]
- الحكم بإلزام المحليات بتعويض المواطنين عن الأخطار الناجمة عن المحلات الخطرة المُدارة بدون ترخيص.[21]
- الحكم بإلزام المحافظين بتدريج رسوم النظافة حسب ظروف المواطن الاقتصادية.[22]
- الحكم في 26 يونيه 2013 بإلغاء وزارة الإعلام وإنشاء مجلس وطني للإعلام وإلزام وزير الإعلام بأن يرد لخزينة الدولة مبلغ 269 ألف جنيه تقاضاها كحوافز من مجلس الوزراء بالمخالفة للقانون وكل ما زاد عن هذا المبلغ يكون قد صُرف بالمخالفة للقانون. وقد كشفت المحكمة في هذا الحكم لأول مرة في تاريخ الدولة المصرية عن المرتبات القانونية التي يجب أن يتقاضاها رئيس الجمهورية ونائبه ورئيسا المجلسين النيابيين ورئيس مجلس الوزراء ونوابه والوزراء وأنه لا يحق لهم صرف أية مبالغ غير تلك الواردة في القانون المنظم لمخصصاتهم المالية المقررة سنويًّا.[23][24]
- الحكم بإلغاء قرار وزير العدل بفرض فروق رسوم نسبية على المواطنين الخاسرين للدعاوى القضائية.[25]
- الحكم بعدم جواز حرمان طلاب الثانوية العامة والثانوية الأزهرية من أداء الامتحانات بسبب حبسهم احتياطيًّا على ذمة القضايا.[26]
- الحكم بوقف تنفيذ قرار وزير التعليم العالي في شأن التقارير الذاتية لصرف بدل الجامعة، الذي تكفل بوضع شروطه القانون، وأكدت المحكمة أن قرار الوزير مخالف لاستقلال الجامعات ويعد اغتصابًا لسلطة المشرع.[27][28]
- الحكم باشتراط حسن السمعة فيمن يترشح لعضوية مجلس النواب.[29]
- الحكم بحق المحبوس احتياطيًّا في الترشح لمجلس النواب.[29]
- الحكم بإلزام وزارة الداخلية بإصدار الرقم القومي لمجهولي النسب.[30]
- الحكم بتحمل الضباط الذين ثبت قيامهم بتعذيب المتهمين قيمة التعويضات عن جرائم التعذيب وليس وزارة الداخلية.[31]
- الحكم بإعادة 850 فدانًا متعدى عليها ببحيرة إدكو للدولة.[32]
- الحكم بإلغاء الاحتفالات السنوية نهائيًّا لمولد أبي حصيرة اليهودي لمخالفتها للنظام العام والآداب، وتعارضها مع وقار الشعائر الدينية، وكذلك إلغاء قرار وزير الثقافة الأسبق فاروق حسني الخاص بأثريته مع إلزام وزير الآثار الحالي بشطب الضريح من سجلات الآثار المصرية.[3]
- الحكم بحظر هدم الكنائس وعدم جواز اعتبار الكنسية محلًّا لتصرفات البشر.[33][34][35][36]
- الحكم بعدم جواز تدخل منظمات المجتمع المدني في شؤون الدولة.[37]
- الحكم بضم المساجد لوزارة الأوقاف وغلق الزوايا الأقل من 80 مترًا لحماية النشء من التطرف، وبحظر استخدام المساجد للأغراض السياسية ومنع الجهلاء من التصدي للفتوى وتجديد آليات الخطاب الديني.[38][39][40]
- الحكم بتأييد قرار وزير الأوقاف رقم (152) لسنة 2014م فيما تضمنه من شغل الوظائف والعمالة بالمساجد والزوايا عن طريق مسابقة بإعلان، وتضمنت حيثيات الحكم التأكيد على أن الوظائف العامة حق للمواطنين على أساس الكفاءة وأن الوساطة أو المحاباة تؤدي إلى إفساد النمط السليم للحياة والتخلف في الصناعات والمهارات والكفاءات والوظائف.[41]
- في عام 2020 أصدرت المحكمة الإدارية العليا عدة أحكام بتأييد أحكامه لتى أصدرها بالقضاء الإدارى التي تتصف بالإنسانية منها انقاذ الطفلة منة من زوجة أبيها وحقها في الأوراق الثبوتية، والغاء قرار وزير العدل بفصل موظفة بالمحكمة فقدت البصر، وضوابط الفيسبوك وانصاف موظف انتقد رئيسه في العمل، حرية التعبير مشروطة بعدم مساس بأمن البلاد أو مقتضيات الدفاع الاجتماعى وانصاف ضحية العنف الجنسى في المجال الوظيفى، وحكمه قبل اكتشاف فيروس كورونا في ظل الكوارث والأوبئة العامة تمتع الدولة بالإجراءات الاستثنائية حفاظا على النظام الصحى العام، وانصاف موظفة الصحة التي فقدت البصر وتعاطف معها 5 ملايين مشاهد، وأحقية أطفال التوحد ولأول مرة في تاريخ القضاء العربى تشكيل فريق طبي متكامل، وأحقية مرضى الفشل الكلوى غير القادرين بتحمل التأمين الصحى 600 جنيه شهريا تكاليف الانتقال، وإنصاف معاقة ذهنيا اشترطت الإدارة زواجها أوبلوغها سن الخمسين لاستحقاقها المعاش الضمانى، وإنصاف ابن الفلاح البسيط على ابن مسئول بشركة قابضة كبرى وحظر التمييز بين المواطنين على أساس المستوى الاجتماعى [42][43][44]
- أصدر عدة أحكام قضائية كشفت عن أن فكر الجماعة المحظورة في المرافق العامة يقوم على «العنف والتحريض والتخريب والترويع»[45]
- أصدر حكما نهائيا بإلغاء قرار مراسي بإعفاء الجماعات الإرهابية التي أقتحمت الأقسام والسجون في ثورة يناير 2011 من العقااب[46][47][48][49]
- أصدر حكماً نهائياً بإحالة «الإرهابيين» المعتدين على المنشاَت العامة المؤمنة بالجيش للقضاء العسكرى [50][51][52][53]
- - أصدر حكماً نهائياً بحظر الإفتاء من غير المتخصصين لمواجهة دعاة الإرهاب وناشد المشرع التجريم حيث يوجد فراغ تشريعى وليس شرعياً لتنظيم عملية الإفتاء [54][55][56]
- أصدر حكماً نهائياً بأنه لا يجوز للزوج وأهله إهانة الزوجة وحرمانها من استخراج قيد ميلاد لأبنائها[57][58][59][60][61]
- أصدر حكما نهائيا بأن الخطبة الموحدة تحفظ لمصر والأمة الإسلامية وجودها وتحميها من التطرف [62][63]
- أصدر حكما نهايئا بأن القرضاوى فقد الشروط الجوهرية لعلماء الأزهر وانهاء عضويته بهيئة كبار العلماء [64][65]

## الخبرات في الجهات التشريعية والجامعية
عمل مستشار قانونيًّا بمجلس الشعب للجنة الخاصة التي شُكلت لدراسة مشروع قانون الطفل المصري عام 1996. عمل مستشارًا قانونيًّا لرئيس جامعة الإسكندرية اعتبارًا من 2005. كما عمل عضوًا بلجنة المستجدات والتعريف بالإسلام بالمجلس الأعلى للشؤون الإسلامية اعتبارًا من أغسطس 2015.

## عمله بالتدريس
قام بالتدريس في العديد من الجامعات المصرية على النحو التالي:
- جامعة الإسكندرية: قام بتدريس مقرر «حقوق الإنسان» بكليات الطب والهندسة والآداب، ومقرر «التشريعات الصيدلية» بكلية الصيدلة، ومقرر «مبادئ القانون والتشريعات السياحية والفندقية» بكلية السياحة والفنادق، ومقرر «تشريعات ومنظمات الطفولة» بكلية رياض الأطفال، ومقرر «تشريعات المباني» قسم العمارة بكلية الهندسة وكلية الفنون الجميلة.
- جامعة القاهرة: قام بتدريس مقرر «تشريعات ومنظمات الطفولة» بكلية رياض الأطفال.
- جامعة عين شمس: قام بتدريس مقرر «تشريعات المباني» قسم العمارة بكلية الهندسة.
- جامعة طنطا: قام بتدريس مقرر «التشريعات الإعلامية» بشعبة الإعلام والصحافة والمسرح بكلية التربية النوعية.
- جامعة المنصورة: قام بتدريس مقرر «تشريعات ومنظمات الطفولة» بكلية التربية النوعية.[66]

وكذلك قام بالمحاضرة لعدد من قضاة مملكة البحرين بهيئة التشريع والإفتاء القانوني بالمملكة عن موضوع «حق الانتخاب ودور القاضي الإداري في حمايته» في النظام المصري مقارنًا بالتشريعين الإنجليزي والفرنسي، وذلك في إطار أول تفعيل لاتفاقية التعاون القضائي والقانوني بين مصر والبحرين، وكان أيضًا المتحدث باسم مؤتمر اتحاد القضاء الإداري العربي بشرم الشيخ والذي أقيم بمشاركة وفود 12 دولة عربية.

## المؤلفات والبحوث القانونية
- التعليق على حكم لمحكمة الاستئناف الإنجليزية في ضوء النظام القانوني للسوابق القضائية المتضمن تحليل عمل القاضي لفسخ مشارطة إيجار ناقلة البترول wenjiang التي احتجزت في نهر شط العرب بالعراق قرب الحدود مع إيران لاندلاع الحرب بينهما THE ALL ENGLAND LAW REPORTS 11 JUNE 1982 PART6) (1982) ZALLE 247 - 445).
- المسؤولية القانونية للمهندس المعماري والمدني، ومقاول البناء في ضوء شروح الفقه وأحكام القضاءين المصري والفرنسي.
- الملامح الأساسية للنظم السياسية المعاصرة وأصول القانون الدستوري.
- الملامح الأساسية للتشريعات الإعلامية من الناحية التطبيقية.
- التنظيم القانوني للسياحة والفنادق والإرشاد السياحي في ضوء أحكام وفتاوى مجلس الدولة.
- التنظيم القانوني لحقوق الطفولة والأمومة في ضوء قانون الطفل المصري واتجاهات المنظمات الدولية والأمم المتمدينة.
- دراسة تطبيقية لأهم مبادئ القانون والحق.
- مبادئ الإدارة دراسة تحليلة في الإطار الاجتماعي والسيكولوجي.
- نظرات في العلوم السياسية وقضايا السياسة والمجتمع في إطار حقوق الإنسان.
- التنظيم القانوني لحقوق الصيادلة ومزاولة مهنة الصيدلة.
- التنظيم القانوني لحقوق الإنسان في ضوء نصوص التشريع وأحكام القضاء.[66]
- عنصر قائمة منقطة

## أهم دراسته القانونية في ميدان الوطنية
1. الحماية القانونية للمجتمع من بث الشائعات والأخبار الكاذبة وتأثيرها على الأمن القومى. دراسة تحليلية  في ضوء الحفاظ على النسق القيمى والبناء الاجتماعى وحماية الأمن القومى واستراتيجية المواجهة للقضاء على الشائعات ".[69][70][71][72][73][74]
2. أحكام خاصة للأراضى الواقعة في شبه جزيرة سيناء لعمقها الاستراتيجى قديما وحديثاً والموافقة الرباعية السيادية حماية للأمن القومى".